# Istrska lestvica
Istrska lestvica je glasbena lestvica, značilna za ljudsko glasbo Istre, Hrvaškega primorja in kvarnerskih otokov.
Je starinska netemperirana lestvica, ki je zaradi mikrotonalnih elementov ni moč natančno notirati v standardnem črtovju. Kompromisni teoretični model istrske lestvice je razvil Ivan Matetić Ronjgov in ga objavil v letih 1925 in 1926 v člankih O istarskoj ljestvici, O bilježenju istarskih popijevki in Još o bilježenju istarskih popijevki. Ronjgov je ob raziskovanju ljudskih napevov prepoznal več različic, nekatere temperirane in druge mikrotonalne. Niz tonov je zabeležil na štiri načine:
- E F G A H C (temperirani toni)
- E F G A H♭ C
- E F G A♭ H♭ C
- E F G A♭ H♭ C♭ (najbližja izvorni obliki)

pri čemer je z nižaji poskušal ponazoriti odmike od enakotonske temperacije.
Napevi se vedno izvajajo dvoglasno – »v dveh« oziroma »na tanko in debelo« – v paralelnih malih tercah ali velikih sekstah z enoglasnimi zaključki. Značilna spremljava je par lesenih pihal, v Kvarnerju imenovanih sopile in v Istri roženice, ter druga tradicionalna glasbila kot dvojnica, mih in šurle. Tradicionalna načina petja pesmi v istrski lestvici sta kanat in tarankanje z onomatopoetskimi zlogi (ta-na-ne-na, ta-ra-ran ...), ki oponašajo zvok sopil.
Tradicijo dvoglasnega petja in igranja v istrski lestvici ohranjajo številna folklorna društva in ga je še danes slišati na porokah, javnih in družinskih praznovanjih ter pri bogoslužju. Leta 2009 je bilo vpisano na Unescov seznam nesnovne kulturne dediščine.